# Зоро (филм, 1975)
Вижте пояснителната страница за други значения на Зоро.

## Зоро (1975)
„Зоро“ (на френски: Zorro) е френско-италиански филм от 1975 г. на италианския кинорежисьор Дучо Тесари. Главната роля на Зоро се изпълнява от френския киноартист Ален Делон. Главната женска роля на контеса Ортенсия Пулидо се изпълнява от италианската киноактриса Отавия Пиколо. Ролята на полковник Уерта се изпълнява от уелския киноартист сър Стенли Бейкър.

## Производство
Филмът е направен отчасти, защото Ален Делон е искал за ползвал авантюриста на „Черното лале“ от 1964 г. и да направи още един такъв филм. Заснемането започва през юли 1974 г. в Испания, като по-голямата част от екипа е от Италия. Някои кадри от работата са заснети в Рим. Последният двубой е вдъхновен от филма „Скарамуш“ (1952).

## В ролите
Ален Делон – Диего де ла Вега/Зоро
Стенли Бейкър – полковник Уерта
Отавия Пиколо – Ортензия Пулидо
Адриана Асти – лелята Кармен
Джампиеро Албертини – братът Франциско
Мусташ – сержант Гарсия
Ензо Черусико – Хоакин
Марино Масе – Мигел Вега де ла Серна
Джакомо Роси-Стюарт – Капитан Фритц фон Маркел

## Любопитни факти
Оригиналната френската версия на филма се изпълнява в продължение на повече от два часа. Американската версия протича само деветдесет минути, изрязани са много от обяснителни кулиси, но пълната 118-минутна версия на английски език след това е възстановена и повторно пусната от Самървил Хаус (на английски: Somerville House).
Този филм вдъхновява Иля Салкинд да направи филм за супергерой. Този филм е Супермен (1978).
Филмът е един от първите модерни западни филми, въведени в Китай през 1978 г., след Културната революция. Повече от 70 000 000 души отиват на кино, за да го гледат.
Някои от сцените с интериора (включително резиденцията на губернатора) са заснети в Музей „Сералбо“ (на испански: Museo Cerralbo), Мадрид, Испания.